# سباستيان بول
سباستيان بول (بالإسبانية: Sebastián Pol) (15 مارس 1988 في الأرجنتين - ) هو لاعب كرة قدم أرجنتيني في مركز الهجوم. لعب مع أوداكس إيتاليانو وسانتياغو واندررز ونادي ريال بوتوسي ونادي كارتاهينيس ونادي غوبيارا ونادي ميوفيني ‏ وسان ماركوس دي أريكا ‏ ونادي كوبريلوا.

## وصلات خارجية
- سباستيان بول على موقع قاعدة بيانات كرة القدم.إي يو (الإنجليزية)
- سباستيان بول على موقع Soccerway.com (الإنجليزية)
- سباستيان بول على موقع AS.com (الإسبانية)